# ذخیره نیروی دریایی ایالات متحده آمریکا
ذخیره نیروی دریایی ایالات متحده آمریکا (انگلیسی: United States Navy Reserve) که از سال ۱۹۱۵ تا ۲۰۰۴ با نام نیروی ذخیره نیروی دریایی ایالات متحده شناخته می‌شد، بخش ذخیره نیروی دریایی ایالات متحده آمریکا است. اعضای نیروی ذخیره نیروی دریایی، که به آنها ذخیره‌کار می‌گویند، به صورت ذخیره منتخب، آموزش و مدیریت ذخیره، ذخیره آماده به خدمت انفرادی یا ذخیره بازنشسته طبقه‌بندی می‌شوند.
با توجه به اهمیت نیروهای ذخیره در تاریخ نیروی دریایی ایالات متحده، اولین ملوانان شهروند حتی قبل از اینکه کنگره قاره‌ای نیروی دریایی قاره‌ای، پیشگام نیروی دریایی ایالات متحده امروزی را ایجاد کند، به دریا فرستاده شدند. فرم کنونی ذخیره نیروی دریایی ایالات متحده آمریکا در سال ۱۹۱۵ شکل گرفت.